# Bedřich Smetana
 "Smetana" omdirigeres hertil. For fødevaren, se smetana (mejeriprodukt).
Bedřich Smetana (født 2. marts 1824 i Litomyšl, Bøhmen, død 12. maj 1884 i Prag) var en tjekkisk komponist, der stod i spidsen for en musikalsk stil, der blev nøje forbundet med hans lands ønske om uafhængighed. Han betragtes således i sit hjemland som den tjekkiske musiks fader. Internationalt er han bedst kendt for sin opera Den solgte brud og for den symfoniske cyklus Má vlast ("Mit fædreland"), som skildrer komponistens fædrelands historie, legender og landskab.
Smetana var en begavet pianist og gav sin første offentlige optræden i en alder af seks år. Efter skolegangen studerede han musik hos Josef Proksch i Prag. Hans første nationalistiske musik blev skrevet under opstanden i Prag i 1848, som han kort deltog i. Efter ikke at have kunnet få en karriere i Prag forlod han landet og tog til Sverige, hvor han begyndte som lærer og korleder i Göteborg og begyndte at skrive store orkesterværker. I denne periode var Smetana gift to gange; af hans seks døtre døde tre som spædbørn.
I begyndelsen af 1860'erne vendte Smetana – tilskyndet af et mere liberalt politisk klima i Bøhmen – permanent tilbage til Prag. Han kastede sig ind i byens musikalske liv, primært som forkæmper for den nye tjekkiske opera. I 1866 fik hans første to operaer, Brandenburgerne i Bøhmen og Den solgte brud, premiere på Prags nye teater, Prozatímní divadlo; Den solgte Brud opnåede stor popularitet. Samme år blev Smetana teatrets chefdirigent, men årene under hans ledelse var præget af kontroverser. Grupperinger inden for byens musikliv mente, at hans interesse for Franz Liszt og Richard Wagners ideer var til skade for udviklingen af en særlig tjekkisk operastil. Denne opposition blandede sig i hans kreative arbejde og kan have svækket hans helbred; han trak sig tilbage fra teatret i 1874.
Ved udgangen af 1874 var Smetana blevet fuldstændig døv, men uden ansvar for teatret og de dermed forbundne kontroverser fik han tid til at komponere og gjorde det uafbrudt i næsten resten af sit liv. Hans bidrag til tjekkisk musik blev i stigende grad anerkendt og hædret, men et nervesammenbrud tidligt i 1884 førte til indlæggelse og død. Smetanas ry som grundlægger af tjekkisk musik har varet ved i hjemlandet, hvor hans fortalere har hævet ham over hans samtidige og efterfølgere. Relativt få af Smetanas værker er kommet på det internationale repertoire, idet mange i udlandet mener, at Antonín Dvořák er en mere væsentlig tjekkisk komponist.

## Biografi

### Familiebaggrund og barndom
Bedřich Smetana blev født den 2. marts 1824 i Litomyšl øst for Prag nær grænsen mellem Bøhmen og Mähren, der dengang var provinser i det habsburgske rige. Han var det tredje barn og første søn af František Smetana og hans tredje kone Barbora Lynková. František havde fået otte børn i to tidligere ægteskaber, hvoraf fem døtre overlevede barndommen. Sammen med Barbora fik han yderligere ti børn, hvoraf syv nåede voksenalderen. På dette tidspunkt var tysk det officielle sprog i Bøhmen. František kunne tjekkisk, men af forretningsmæssige og sociale grunde brugte han det sjældent, og hans børn lærte det først langt senere i deres liv.
Smetanas familie kom fra Hradec Králové-regionen i Bøhmen. František havde lært bryggerfaget og erhvervet sig en moderat formue i løbet af Napoleonskrigene ved at levere tøj og forsyninger til den franske hær. Han bestyrede efterfølgende flere bryggerier, før han kom til Litomyšl i 1823 som brygger for Grev Waldstein, hvis renæssanceslot dominerer byen.
Den ældre Smetana var uuddannet, men havde naturlige anlæg for musik og var en kompetent violinist samt spillede i en strygekvartet. Bedřich blev introduceret til musik af sin far og i oktober 1830, i en alder af seks år, gav han sin første offentlige koncert. Ved en koncert i Litomyšls akademi spillede han et klaverarrangement af Aubers ouverture til La muette de Portici; han fik en henrykt modtagelse. I 1831 flyttede familien til Jindrichuv Hradec i den sydlige del af Bøhmen – den region, hvor Gustav Mahler en generation senere skulle vokse op. Her gik Smetana i den lokale grundskole og senere på gymnasiet. Han studerede også violin og klaver, opdagede værker af Mozart og Beethoven og begyndte at komponere enkle stykker, hvoraf det ene, en dans (Kvapiček eller "Lille galop"), er overleveret i skitseform.
I 1835 trak František sig tilbage til en gård i den sydøstlige del af Bøhmen. Da der ikke var nogen egnet lokal skole, blev Smetana sendt til gymnasiet i Jihlava, hvor han fik hjemve og var ude af stand at studere. Han blev overført til præmonstratenserskolen i Německý Brod, hvor han blev gladere og gjorde gode fremskridt. Blandt de venner, han fik der, var Karel Havlíček, Tjekkiets senere revolutionære digter, hvis afrejse til Prag i 1838 kan have påvirket Smetanas eget ønske om at opleve livet i hovedstaden. Det følgende år, med Františeks godkendelse, blev han indskrevet på en skole i Prag under Josef Jungmann, en fornem digter og sprogforsker, der var en ledende figur i bevægelsen til Tjekkiets nationale vækkelse.

### Musiker i lære

#### Første skridt
Smetana ankom til Prag i efteråret 1839. Han fandt ikke Jungmanns skole imødekommende (han blev drillet af sine klassekammerater for sine landlige manerer) og begyndte snart at skulke. Han hørte koncerter, gik i operaen, lyttede til militære bands og dannede en amatørstrygekvartet, som han skrev enkle stykker til. Efter Liszt havde givet en række klaverkoncerter i byen, blev Smetana overbevist om, at han kun ville kunne stille sig tilfreds med en musikalsk karriere. Han skrev i sin dagbog, at han ønskede "at blive en Mozart med hensyn til komposition og en Liszt med hensyn til teknik". Men idyllen i Prag sluttede, da František opdagede sin søns pjækkeri og fik ham fjernet fra byen. František anså på dette tidspunkt musik for et underholdende tidsfordriv, ikke et karrierevalg. Smetana blev midlertidigt installeret hos sin onkel i Nové Město na Moravě, hvor han havde en kort romance med sin kusine Louisa. Han mindedes deres lidenskab i Louisas polka, den tidligste komplette komposition af Smetana, der er overleveret.
En ældre fætter, Josef Smetana, lærer på præmonstratenserskolen i Plzeň (Pilsen), tilbød derefter at overvåge drengens skolegang, og i sommeren 1840 rejste Smetana til Plzeň. Han opholdt sig der, indtil han afsluttede sin skolegang i 1843. Han var grundet sine evner som pianist stærkt efterspurgt ved byens mange soiréer, og han nød et hektisk socialt liv. Dette førte til en række romancer, den vigtigste var med Kateřina Kolářová, som han havde kendt kort i sin tidlige barndom. Smetana var helt henført sammen med hende og skrev i sin dagbog: "Når jeg ikke er sammen med hende, sidder jeg på varme kul og har ingen fred". Han komponerede flere stykker for hende, blandt andet to Quadrilles, en sangduet og en ufuldstændig klaver-etude for venstre hånd. Han komponerede også sit første orkesterstykke, en menuet.

#### Elev og lærer
Da Smetana afsluttede sin skolegang, var hans fars formue svundet ind. Selv om František nu var enig i, at hans søn skulle følge en musikalsk karriere, kunne han ikke støtte ham økonomisk. I august 1843 rejste Smetana til Prag med tyve østrig-ungarske gylden på lommen uden umiddelbar udsigt til et job. I mangel af formel musikalsk uddannelse havde han brug for en lærer og blev præsenteret for lederen af Josef Proksch, der var leder af Prags musikinstitut, hvor Kateřina Kolářovás var studerende, af Kateřinas mor. Proksch anvendte de mest moderne undervisningsmetoder, baseret på Beethoven, Chopin, Berlioz og Liszts Leipzig-kreds. I januar 1844 accepterede Proksch at tage Smetana som elev og samtidig lettedes den unge musikers økonomiske vanskeligheder, da han sikrede sig en stilling som musiklærer for grev Thuns familie.
I de næste tre år studerede Smetana teori og komposition under Proksch og underviste Thuns børn i klaver. Værkerne, han komponerede i disse år, omfatter sange, danse, bagateller, impromptuer og en klaversonate i g-mol. I 1846 hørte Smetana koncerter i Prag med Berlioz og mødte efter al sandsynlighed den franske mester ved en reception arrangeret af Proksch. Hjemme hos grev Thun mødte han Robert og Clara Schumann og viste dem sin g-mol-sonate, men opnåede ikke deres anerkendelse af dette arbejde – de mente at kunne spore Berlioz' indflydelse i det i alt for høj grad. Imens blomstrede hans venskab med Kateřina. I juni 1847, da han forlod sin stilling i Thuns familie, anbefalede Smetana hende som sin efterfølger. Han tog derefter ud på en rundtur i det vestlige Bøhmen i håb om at etablere sig som koncertpianist.

### Tidlig karriere

#### Revolutionær
Smetana havde imidlertid ikke de nødvendige økonomiske midler til rådighed for sin koncertturné, så han opgav projektet og vendte tilbage til Prag, hvor han levede af privatundervisning og lejlighedsvis optræden som akkompagnatør ved kammerkoncerter. Han begyndte også at arbejde på sit første større orkesterværk, en ouverture i D-dur.
I en kort periode i 1848 virkede Smetana som revolutionær. Under revolutionerne i 1848 var det habsburgske område præget af et klima af politisk forandring og omvæltning, der skyllede gennem Europa i det år, og en pro-demokratisk bevægelse i Prag under ledelse af Smetanas gamle ven Karel Havlíček opfordrede til at bringe det absolutistiske habsburgske styre til en afslutning og til at indføre mere politisk autonomi. En borgerarmé ("Svornost") blev dannet for at forsvare byen. Smetana skrev en række patriotiske værker, herunder to marcher til henholdsvis den tjekkiske nationalgarde og en sammenslutning af studerende ved Prags universitet foruden en frihedssang til en tekst af Jan Kollár. I juni 1848, netop som de habsburgske hære rykkede ud for at undertrykke de oprørske tendenser, kom Prag under angreb fra de østrigske styrker under ledelse af Prins Alfred af Windisch-Graetz. Som medlem af Svornost hjalp Smetana med til at bemande barrikaderne på Karlsbroen. Det spirende oprør blev hurtigt knust. Smetana undgik fængsel eller eksil, men blev modtaget af ledere som Havlíček. Under hans korte engagement i Svornost mødte han forfatteren og den førende radikale, Karel Sabina, der senere skrev to libretti til Smetanas første operaer.

#### Klaverinstitut
Tidligt i 1848 skrev Smetana til Franz Liszt, som han endnu ikke havde mødt, og bad ham om lov til at dedicerede et nyt klaverværk, Seks karakteristiske stykker, til ham og bad ham anbefale det til et forlag. Han anmodede desuden om et lån på 400 gylden, så han kunne åbne en musikskole. Liszt svarede hjerteligt og accepterede dedikationen og lovede at hjælpe med at finde en forlægger, men tilbød dog ingen økonomisk støtte. Denne opmuntring blev starten på et venskab, der var af stor værdi for Smetana i hans senere karriere. På trods af Liszts manglende økonomiske støtte var Smetana i stand til at starte et klaverinstitut i slutningen af august 1848 med tolv studerende. Efter en hård periode begyndte instituttet at blomstre og fik for en tid en høj stjerne, især blandt tilhængerne af den tjekkiske nationalisme, for hvem Smetana var begyndt at være et navn, man skulle regne med. Proksch skrev om Smetanas støtte til hans folks sag og sagde, at han "kan meget vel blive den, der formidler mine idéer på det tjekkiske sprog". I 1849 blev instituttet flyttet til Katerinas forældres hjem og begyndte at tiltrække fornemme gæster; Liszt kom regelmæssigt, og den tidligere kejser Ferdinand, der havde bosat sig i Prag, deltog i skolens eftermiddagskoncerter. Smetanas deltagelse i disse koncerter gjorde dem til et anerkendt element i Prags musikliv. I denne tid, hvor Smetana ikke havde de store pengesorger, blev han gift med Kateřina; det skete den 27. august 1849. Parret fik fire døtre mellem 1851 og 1855.

#### Komponist
I 1850 accepterede Smetana, selv om han stadig nærede følelser for revolutionen, stillingen som hofpianist for Ferdinand på Prags slot. Han fortsatte undervisningen på klaverinstituttet og helligede sig i stigende grad komponistgerningen. Hans værker, især for klaver, omfattede Bryllupsscener i tre dele, noget af den musik, som senere blev brugt i Den solgte brud. Han skrev også adskillige korte eksperimentelle stykker indsamlet under navnet Albumblade og en række polkaer. I 1853-54 arbejdede han på et større orkesterstykke, Triumfsymfonien, for at fejre kejser Franz Josefs bryllup. Symfonien blev dog afvist af det kejserlige hof med den begrundelse, at de korte musikalske referencer til den østrigske nationalsang ikke var tilstrækkeligt fremtrædende. Smetana hyrede ufortrødent et orkester for egen regning for at opføre symfonien i Konvikt-salen i Prag den 26. februar 1855. Arbejdet blev køligt modtaget, og koncerten var en økonomisk fiasko.

#### Private sorger og faglig skuffelse
I årene mellem 1854 og 1856 led Smetana en række personlige slag. I juli 1854 døde hans næstældste datter, Gabriela, af tuberkulose. Et år senere døde hans ældste datter, Bedriska, der i en alder af fire år havde vist en særlig musikalsk begavelse, af skarlagensfeber. Smetana skrev sin klavertrio i g-mol som en hyldest til hende. Den blev opført i Prag den 3. december 1855 og blev, ifølge komponisten, modtaget "hårdt" af kritikerne, selv om Liszt lovpriste den. Smetanas sorger fortsatte; lige efter Bedriskas død var en fjerde datter, Kateřina, blevet født, men også hun døde i juni 1856. På dette tidspunkt var Smetanas hustru Kateřina også blevet diagnosticeret med tuberkulose.
I juli 1856 modtog Smetana nyheden om, at hans revolutionære ven Karel Havlíček var død i eksil. Det politiske klima i Prag gjorde ikke situationen bedre; håbet om en mere oplyst regering og sociale reformer efter Franz Josefs tiltrædelse i 1848 var falmet, eftersom den østrigske absolutisme havde fået fornyet kraft under baron Alexander von Bach. Trods klaverinstituttets gode ry, blev Smetanas status som koncertpianist generelt anset for at være lavere end samtidiges som Alexander Dreyschocks. Kritikerne anerkendte Smetanas "krystalfine touch", der var tættere på Chopin end Liszt, men de mente, at hans fysiske skrøbelighed var en alvorlig ulempe for ham under hans koncerter. Han fik dog en væsentlig succes med opførelsen af Mozarts 20. klaverkoncert i d-mol ved en koncert for hundredåret for Mozarts fødsel i januar 1856. Hans utilfredshed med Prag var voksende, og idet han måske var påvirket af Dreyschocks omtale af de muligheder, der fandtes i Sverige, besluttede Smetana sig for at søge succes dér. Efter at have skrevet til sine forældre, at "Prag ikke havde ønsket at anerkende mig, så jeg forlod det", tog han den 11. oktober 1856 til Göteborg.

### Rejseår

#### Göteborg
Smetana tog indledningsvis til Göteborg uden Kateřina. Han skrev til Liszt, at menneskene der var musikalsk usofistikerede, men han anså dette for en mulighed for at opnå "en effekt jeg aldrig kunne have opnået i Prag". Inden for et par uger efter hans ankomst havde han givet sin første koncert, åbnet en musikskole, der hurtigt blev overvældet af ansøgninger, og fået en stilling som dirigent i Göteborgs selskab for klassisk kormusik. På et par måneder havde Smetana opnået både faglig og social anerkendelse i byen, selvom han kun fandt meget lidt tid til at komponere; to planlagte orkesterværker, med de foreløbige titler Frithjof og Vikingens rejse blev skitseret, men opgivet.
I sommeren 1857 kom Smetana hjem til Prag; Kateřinas helbred var svigtende, og i juni døde Smetanas far, František. I efteråret vendte Smetana tilbage til Göteborg med Kateřina og deres datter Žofie, men først besøgte han Liszt i Weimar. Anledningen var jubilæumsfesten for Goethe og Schiller; Smetana gik til opførelser af Liszts Faustsymfoni og det symfoniske digt Die Ideale, som inspirerede ham meget. Liszt var Smetanas vigtigste lærer, og han var på dette afgørende tidspunkt i stand til at indgive ham fornyede åndskræfter og hjælpe ham gennem den noget isolerede tilværelse som kunstner i Göteborg.
I Sverige fandt Smetana blandt sine nye elever en ung husmor, Fröjda Benecke, der for en kort tid blev hans muse og elskerinde. Til hendes ære transskriberede Smetana to sange fra Schuberts cyklus om Die schöne Müllerin og transformerede et af sine egne tidlige klaverstykker til en polka med titlen Et syn ved ballet. Han begyndte også at komponere i en mere ekspansiv skala. I 1858 afsluttede han det symfoniske digt Richard III, hans første store orkesterkomposition siden Triumfsymfonien. Han fulgte op med Wallensteins lejr, et stykke, der var inspireret af Friedrich Schillers Wallenstein, og begyndte et tredje symfonisk digt, Hakon Jarl, der var baseret på Oehlenschlägers tragiske drama. Smetana skrev også en to store klaverværker: Macbeth og heksene og en etude i C i Liszts stil.

#### Tab, nyt ægteskab og tilbagevenden til Prag
Kateřinas helbred forværredes gradvist, og i foråret i 1859 svigtede det. Hun døde på vej hjemad i Dresden den 19. april 1859. Smetana skrev, at hun var død "forsigtigt, uden at vi vidste noget, før roen henledte min opmærksomhed på hende". Efter at have placeret Žofie hos Kateřinas mor, brugte Smetana tiden sammen med Liszt i Weimar, hvor han så den komiske opera Der Barbier von Bagdad af Liszts elev, Peter Cornelius. Dette værk skulle påvirke Smetanas egen senere karriere som operakomponist. Senere samme år boede han sammen med sin yngre bror Karel og forelskede sig i Karels svigerinde Barbora (Bettina) Ferdinandiová, der var seksten år yngre end ham. Han tilbød hende ægteskab, og efter at have sikret sig hendes tilsagn vendte han tilbage til Göteborg i vinteren 1859-1860. Ægteskabet fandt sted det følgende år, den 10. juli 1860, hvorefter Smetana vendte tilbage til Sverige for sidste gang med sin nye kone. Dette kulminerede i april 1861 med en klaverkoncert i Stockholm med deltagelse af det svenske kongehus. Parrets første datter, Zdenka, blev født i september 1861.
I mellemtiden havde Franz Josefs hærs nederlag ved Solferino i 1859 svækket det habsburgske rige og førte til von Bachs fald. Dette havde efterhånden bragt en mere oplyst atmosfære til Prag, og i 1861 anede Smetana en bedre fremtid for den tjekkiske nationalisme og kultur. Før han kunne træffe nogen beslutning om sin egen fremtid, tog Smetana i september ud på en koncertturné i Holland og Tyskland. Han håbede stadig at sikre sig et ry som pianist, men endnu en gang svigtede heldet ham. Tilbage i Prag dirigerede han opførelser af Richard III og Wallensteins lejr i januar 1862, men de fik en kølig modtagelse. Kritikere beskyldte ham for at være for tæt på "den nye tyske" skole, som Liszt repræsenterede; Smetana svarede, at "en profet er uden ære i sit eget land". I marts 1862 besøgte han kort Göteborg en sidste gang, men byen interesserede ham ikke længere; den forekom ham at være et provinshul, og uanset hvilke vanskeligheder det måtte medføre, var han nu fast besluttet på at søge sin musikalske fremtid i Prag: "Mit hjem er så forankret i mit hjerte, at jeg kun der vil finde virkelig tilfredshed. Det er til dette, at jeg vil vie mig selv".

### National berømmelse

#### Søgen efter anerkendelse
I 1861 blev det meddelt, at et midlertidigt teater ville blive bygget i Prag som hjem for tjekkiske opera. Smetana så dette som en mulighed for at skrive operaer, der skulle afspejle den tjekkiske nationalkarakter, ligesom Mikhail Glinka havde portrætteret det russiske liv i sine operaer. Smetana håbede at kunne komme i betragtning som dirigent på teatret, men stillingen gik til Jan Nepomuk Mayr, tilsyneladende fordi en konservativ fraktion, der var ansvarlig for projektet, betragtede Smetana som en "farlig modernist", der var træl af avantgardekomponister som Liszt og Wagner. Smetana blev derpå opmærksom på en operakonkurrence, arrangeret af grev Jan von Harrach, som tilbød præmier på 600 gylden for de bedste komiske og historiske operaer baseret på tjekkisk kultur. Uden nogen model han kunne bruge som grundlag for sit arbejde – tjekkisk opera eksisterede knap nok som genre – måtte Smetana skabe sin egen stil. Han engagerede Karel Sabina, en kammerat fra barrikaderne i 1848, som sin librettist og fik Sabinas tekst i februar 1862, en historie om en invasion af Bøhmen af Otto Brandenburg i det 13. århundrede. I april 1863 forelagde han et partitur med titlen Brandenburgerne i Bøhmen.
På dette tidspunkt beherskede Smetana kun i ringe grad det tjekkiske sprog. Hans generation var uddannet på tysk, og han havde svært ved at udtrykke sig på sit "modersmål". For at overvinde disse sproglige problemer studerede han tjekkisk grammatik og gjorde en dyd af at skrive og tale tjekkisk hver dag. Han var blevet korleder af den nationalistiske Hlahol-sangforening kort efter sin hjemkomst fra Sverige, og som hans færdigheder i det tjekkiske sprog udvikledes, komponerede han patriotiske korstykker til foreningen; De tre ryttere og Renegaten blev opført ved koncerter i begyndelsen af 1863. I marts samme år blev Smetana valgt som formand for musikafdelingen i Umělecká Beseda, en forening for tjekkiske kunstnere. I 1864 var han dygtig nok til tjekkisk til at blive udpeget til musikkritiker ved den vigtigste tjekkisksprogede avis, Národní listy. I mellemtiden havde Bettina født en anden datter, Bozena.
Den 23. april 1864 dirigerede Smetana Berlioz' korsymfoni Roméo et Juliette ved en koncert for at fejre 300-året for Shakespeare; hans eget bidrag til koncertprogrammet var en March ved Shakespearefestivalen. Det år blev Smetanas kandidatur som direktør for konservatoriet i Prag afvist. Han havde haft store forhåbninger til udnævnelsen: "Mine venner forsøger at overtale mig til at tro, at denne stilling kunne have været skabt specielt til mig", skrev han til en svensk ven, men hans håb blev igen knust på grund af hans tilhørsforhold til Liszt, der opfattedes som en radikal. Ansættelsesudvalget valgte den konservative patriot Josef Krejčí til stillingen.
Der gik næsten tre år, før Smetana blev udråbt som vinder af Harrachs operakonkurrence. Før det skete, var Brandenburgerne i Bøhmen blevet opført den 5. januar 1866 og havde fået en begejstret modtagelse ved det provisoriske teater i Prag, selvom Mayr havde vist det stærk modstand og nægtet at indøve eller dirigere værket. Dets formsprog var for avanceret til Mayrs smag, og operaen blev til sidst iscenesat af komponistens selv. "Jeg blev kaldt på scenen ni gange", skrev Smetana og noterede, at forestillingerne var udsolgt, og at kritikerne var fulde af lovord. Musikhistorikeren Rosa Newmarch mener, at Brandenburgerne i Bøhmen indeholder alle elementerne i Smetanas operakunst, selvom værket ikke efterfølgende har holdt scenen.

#### Operamaestro
I juli 1863 havde Sabina leveret librettoen til sin anden opera, en lys komedie, der bar titlen Den solgte brud, som Smetana komponerede i løbet af de næste tre år. På grund af succesen med Brandenburgerne i Bøhmen gik ledelsen på teatret hurtigt med til at sætte den nye opera op; uropførelsen fandt sted den 30. maj 1866 i den oprindelige version i to akter med talt dialog. Operaen skulle gennem flere revisioner og omstruktureringer, før den fandt den endelige form i tre akter, som med tiden skulle etablere Smetanas internationale omdømme. Den første opførelse af operaen var en fiasko; premieren fandt sted på tærsklen til den preussisk-østrigske krig med Bøhmen. Der var overhængende fare for invasion af preussiske tropper. Ikke overraskende svigtede publikum, og indtægterne kunne ikke dække omkostningerne; først da teatret satte den op i dens endelige form i september 1870, blev operaen en kolossal succes.
Smetana frygtede at kunne blive skydeskive for de invaderende preussere som komponist til Brandenburgerne i Bøhmen, der indedholdt overtoner af tysk militær aggression, så han rejste fra Prag, indtil fjendtlighederne ophørte. Han vendte tilbage i september og opnåede næsten øjeblikkeligt, hvad han havde ønsket i mange år – at blive udnævnt til chefdirigent for teatret; han fik en årlig løn på 1.200 gylden. I mangel af en tjekkisk operakanon spillede Smetana i sin første sæson standardværker af Weber, Mozart, Donizetti, Rossini og Glinka og genopførte sin egen Den solgte brud. Glinka-fortaleren Milij Balakirev mente dog, at Smetanas opførelse af Glinkas Livet for tsaren lod noget tilbage at ønske og udtrykte sig kraftigt herom. Dette forårsagede langvarig fjendtlighed mellem de to mænd. Den 16. maj 1868 deltog Smetana som repræsentant for tjekkiske musikere i grundstensnedlæggelsen til et kommende nationalteater i Prag; han havde skrevet en Festouverture til lejligheden. Samme aften blev Smetanas tredje opera, Dalibor, uropført på et andet teater i byen. Selv om den fik en god folkelig modtagelse, var kritikken mindre begejstret, og Smetana accepterede sin fiasko. Denne opera blev snart grundlaget for en række angreb på Smetana og indsats for at få ham fjernet fra stillingen som dirigent.

#### Indsigelse
Allerede tidligt i sin periode som dirigent havde Smetana en fjende i František Pivoda, der var direktør for Prags sangskole. Han havde tidligere været tilhænger af Smetana, men var blevet forurettet, da han havde rekrutteret sangtalenter fra udlandet i stedet for Pivodas skole. I en stadig mere bitter offentlig meningsudveksling hævdede Pivoda, at Smetana brugte sin position til at fremme sin egen karriere på bekostning af andre komponister.
Pivoda pegede på Dalibor og kaldte den et eksempel på ekstrem "wagnerpåvirkning" og mente, at den var uegnet som model for den tjekkiske nationalopera. Ved "wagnerpåvirkning" forstod man påvirkning af Wagners teorier om orkestrets rolle i operaen og operaens struktur som et sammenhængende musikalsk drama snarere end et værk med lyriske numre "på en snor". Formanden på teatret, František Rieger, havde først beskyldt Smetana for at følge Wagners kunstopfattelse efter den første opførelse af Brandenburgerne i Bøhmen, men spørgsmålet delte i sidste ende Prags musikforening. Musikkritikeren Otakar Hostinský mente, at Wagners teorier burde være grundlag for den nationale opera i Tjekkiet og hævdede, at Dalibor var begyndelsen på noget "rigtigt". Den modsatte lejr, der blev ledet af Pivoda, støttede de principper, som man finder i italiensk opera, hvor stemmen og ikke orkestret var den vigtigste dramatiske enhed.
Selv inden for teatret var der uenigheder. Rieger førte en kampagne for at skubbe Smetana fra hans dirigentstilling og genudnævne Mayr, og i december 1872 underskrev 86 abonnenter på teatret en erklæring og opfordrede Smetana til at træde tilbage. Stærk støtte fra næstformand Antonín Čísek og et ultimatum fra prominente musikere, heriblandt var Antonín Dvořák, sikrede dog, at Smetana kunne blive i stillingen. I januar 1873 blev han genudnævnt med en større løn og større ansvar som kunstnerisk leder.
Smetana bragte gradvist flere operaer af fremkommende tjekkiske komponister op på teatret, men kun lidt af sit eget arbejde. I 1872 havde han afsluttet sin store fjerde opera, Libuše, hans mest ambitiøse værk til dato,, men han tilbageholdt værkets premiere til den fremtidige åbning af det nye nationalteater. Pivodas rænkespil og hans tilhængere distraherede Smetana i hans arbejde som komponist, og han fik yderligere besvær, da Den solgte brud blev sat op i Sankt Petersborg i januar 1871. Selv om publikum var begejstret, reagerede pressen fjendtligt; en kritiker skrev, at Smetana ikke var bedre "end en begavet fjorten-årig dreng."  Smetana blev dybt fornærmet og beskyldte sin gamle fjende, Balakirev, for at opildne til negative følelser mod denne opera.

### Det sidste årti

#### Døvhed
I pusterummet efter hans genudnævnelse koncentrerede Smetana sig om sin femte opera, De to enker, som han komponerede mellem juni 1873 og januar 1874. Efter den første opførelse den 27. marts 1874 gav Smetanas tilhængere ham en symbolsk dirigentstok. Men hans modstandere fortsatte med at angribe ham og mente ikke, at han som dirigent kunne stå mål med Maýr og hævdede, at "den tjekkiske opera var dødssyg mindst én gang om året" under Smetana. Inden det var sommer, var Smetana blevet syg og havde fået en halsbetændelse samt udslæt og tilsyneladende en blokering i ørerne. I midten af august overgav han sine arbejdsopgaver til sin stedfortræder, Adolf Čech, da han ikke selv var i stand til at arbejde. I en pressemeddelelse blev det kundgjort, at Smetana var blevet "syg som følge af et nervepres forårsaget af visse mennesker for nylig".
I september fortalte Smetana teatret, at han ville trække sig fra sin stilling, medmindre hans helbredstilstand forbedredes. Han var blevet helt døv på sit højre øre, og i oktober mistede han også al hørelse på det venstre øre. Efter sin efterfølgende tilbagetræden tilbød teatret ham en årlig pension på 1.200 gylden mod at det fortsat havde ret til at opføre hans operaer, en ordning, som Smetana accepterede modvilligt. En pengeindsamling i Prag af tidligere elever og af den tidligere elsker Fröjda Benecke fra Göteborg rejste 1.244 gylden, hvormed Smetana kunne søge lægebehandling i udlandet, men det var ingen nytte til. I januar 1875 skrev Smetana i sin dagbog: "Hvis min sygdom er uhelbredelig, så vil jeg foretrække at være befriet fra dette liv". Hans humør blev værre på dette tidspunkt på grund af en forværring i hans forhold til Bettina, hovedsageligt over pengesager. "Jeg kan ikke leve under samme tag som en person, der hader og forfølger mig", sagde Smetana til hende. Selvom skilsmisse blev overvejet, forblev parret sammen, selvom de var ulykkelige.

#### Sen blomstring
Selv om helbredet var blevet forværret, begyndte Smetana at komponere igen. I juni 1876 forlod han Bettina og deres to døtre Prag og tog til Jabkenice, hvor hans ældste datter Žofie boede i rolige omgivelser, og hvor Smetana var i stand til at arbejde uforstyrret. Før de forlod Prag, var Smetana begyndt en cyklus på seks symfoniske digte, kaldet Má vlast ("Mit Fædreland"), hvoraf han havde afsluttet de to første, Vyšehrad og Vltava, der begge havde været opført i Prag i 1875. I Jabkenice komponerede Smetana fire satser, og den komplette cyklus blev opført den 5. november 1882 under ledelse af Adolf Čech. Andre hovedværker fra disse år var en strygerkvartet i e-mol, Fra mit liv, en række tjekkiske danse for klaver, flere korstykker og yderligere tre operaer: Kysset, Hemmeligheden og Djævlemuren, som alle fik deres første opførelse mellem 1876 og 1882.
Den længe forsinkede premiere på Smetanas opera, Libuše kom, da nationalteatret åbnede den 11. juni 1881. Han havde ikke i første omgang fået billetter, men i sidste øjeblik blev han bedt om at sidde med teatrets direktør. Publikum modtog værket med begejstring, og Smetana blev kaldt på scenen igen og igen. Kort efter denne begivenhed blev det nye teater dog ødelagt af en brand, og til trods for sine problemer hjalp Smetana med at rejse midler til genopbygningen. Det restaurerede teater genåbnede den 18. november 1883, igen med Libuše.
I disse år oplevede Smetana voksende anerkendelse som den vigtigste eksponent for den nationale tjekkiske musik. Den 4. januar 1880 markerede en speciel koncert i Prag 50-årsdagen for hans første offentlige optræden, og han spillede sin Klavertrio i g-mol fra 1855. I maj 1882 blev Den solgte brud spillet for 100. gang, en begivenhed uden sidestykke i den tjekkiske operas historie. En gallakoncert og banket blev arrangeret til ære for Smetana på hans 60-års fødselsdag i marts 1884, men han var dog for syg til at deltage.

### Sygdom og død
I 1879 havde Smetana skrevet til en ven, den tjekkiske digter Jan Neruda, og afsløret sin frygt for at blive vanvittig. I vinteren 1882-1883 oplevede han depression, søvnløshed og hallucinationer samt svimmelhed, krampe og et midlertidigt tab af evnen til at tale. I 1883 begyndte han at skrive en ny symfonisk suite, Prags karneval, men fik ikke skrevet andet end en indledning og en polonaise. Han startede på en ny opera, Viola, der byggede på figuren i Shakespeares Helligtrekongersaften,, men fik kun komponeret brudstykker, eftersom hans mentale tilstand blev gradvist forværret. I oktober 1883 forstyrrede hans adfærd ved en privat reception i Prag hans venner; i midten af februar 1884 hang hans liv ikke længere sammen, og han viste sig med med jævne mellemrum voldelig. Den 23. april overførte hans familie, som ikke længere magtede at tage sig af ham, ham til Kateřinky-sindssygeanstalten i Prag, hvor han døde den 12. maj 1884.
Hospitalet registrerede dødsårsagen som senildemens, omend Smetanas familie mente, at hans fysiske og mentale tilbagegang skyldtes syfilis. En analyse af obduktionsrapporten, der blev offentliggjort af den tyske neurolog Dr. Ernst Levin i 1972 kom til samme konklusion. Tests foretaget af professor Emanuel Vlček i slutningen af det 20. århundrede på prøver af muskelvæv fra Smetanas lig gav yderligere dokumentation for sygdommen. Men disse resultater er dog blevet draget i tvivl af den tjekkiske læge Jiří Ramba, som har hævdet, at Vlčeks test ikke giver noget grundlag for pålidelige konklusioner på grund af vævets alder og tilstand, idet han også fremhævede symptomer, som er blevet rapporteret, og som er uforenelige med diagnosen syfilis.
Smetanas begravelse fandt sted den 15. maj ved Týn Kirke i Prags gamle bydel. Et fakkeltog til Vyšehrad Kirkegård blev ledet af medlemmer af Hlahol og fulgt af en stor menneskemængde. Graven er senere blevet et valfartssted for musikalsk interesserede på besøg i Prag. På begravelsesaftenen blev en planlagt opførelse på nationalteatret af Den solgte brud ikke aflyst, men scenen blev draperet med sort klæde som tegn på respekt.
Smetana efterlod sig Bettina, deres døtre Zdenka og Bozena samt Žofie. Ingen af dem spillede nogen væsentlig rolle i Smetanas musikalske liv. Bettina levede indtil 1908; Žofie, der havde giftet sig med Josef Schwarz i 1874, døde før sin mor, der døde i 1902. De yngre døtre blev til sidst gift og levede deres liv uden for offentlighedens søgelys. Et permanent mindesmærke for Smetanas liv og arbejde er Smetana-museet i Prag, der oprindelig blev grundlagt i 1926 i som en del af universitetets Institut for Musikvidenskab. I 1936 flyttede museet til den tidligere vandværksbygning på bredden af Vltava, og siden 1976 har det været en del af det tjekkiske musikmuseum.

## Musik
De grundlæggende elementer, der indgik i Smetanas kunst, var ifølge Newmarch nationalisme, realisme og romantik. Et særligt træk ved al hans senere musik er dens beskrivende karakter – alle hans store kompositioner, når der ses bort fra hans operaer, er skrevet til programmer, og mange er specielt selvbiografiske. Liszt, Wagner og Berlioz – de "progressive" – påvirkede Smetana meget, mens man ofte har bagatelliseret betydningen af "traditionelle" komponister som Rossini, Donizetti, Verdi og Meyerbeer.

### Klaverværker
Alle pånær en håndfuld af Smetanas kompositioner fra før afrejsen til Göteborg var klaverværker. Nogle af disse tidlige stykker er blevet afvist af musikhistorikeren Harold Schonberg som "bombastisk virtuos retorik i Liszts ånd". Under Proksch blev Smetanas værker dog mere polerede, som det fx afsløres i værker som g-mol-sonaten fra 1846 og polkaen fra samme år. De Seks karakteristiske stykker fra 1848 dedikerede han til Liszt, der beskrev dem som "de mest enestående, fint følte og fint færdige stykker, jeg for nylig er blevet opmærksom på". I denne periode planlagde Smetana en cyklus af såkaldte Albumblade, korte stykker i alle tonearter med Chopins Préludes som eksempel. Projektet var dog noget rodet; i de færdige stykker er nogle tonearter brugt flere gange, mens andre ikke er repræsenterede. Efter Smetanas endelige tilbagevenden fra Göteborg, hvor han havde helliget sig udviklingen af den tjekkiske opera, skrev han intet for klaver i 13 år.
I sit sidste årti komponerede Smetana tre store klavercyklusser. Den første, fra 1875, havde titlen Drømme. Den var tilegnet en af hans tidligere elever, der havde medvirket til at rejse midler til at dække udgifterne til lægebehandling, ligesom værket er en hyldest til komponistens forbilleder fra 1840'erne: Schumann, Chopin og Liszt. Smetanas sidste store klaverværker blev de to cyklusser med tjekkiske danse fra 1877 og 1879. Den første af disse havde til formål, som Smetana forklarede sin forlægger, at "idealisere polka, som Chopin i hans dage gjorde med mazurkaen". Den anden cyklus var en blanding af danse, der hver blev givet en specifik titel, så folk kunne blive opmærksomme på tjekkernes danse og disses navne.

### Vokalværker og kor
Smetanas tidlige sange er kompositioner til tyske digte for én stemme. Bortset fra hans Frihedssang fra 1848 begyndte han ikke at skrive stykker for kor, før han var kommet tilbage fra Göteborg; han komponerede mange værker for Hlahol-sangforeningen, primært for mandestemmer uden orkesterledsagelse. Smetanas kormusik er generelt nationalistisk og spænder i skala fra et kort værk skrevet efter revolutionsvennen Havlíčeks død til kompositionen af Havets sang, et omfattende værk der er en slags drama i korsang.
Mod slutningen af sit liv vendte Smetana tilbage til simpel sangskrivning, med fem Aftensange fra 1879 til tekster af digteren Vitezslav Hálek. Hans sidste arbejde, Vores sang fra 1883, er den sidste af fire kompositioner til tekster af Josef Srb-Debrnov. Selv om Smetana var syg, får han udtrykt en lykkelig hyldest til tjekkisk sang og dans. Stykket mentes tabt i mange år og fik sine første opførelser efter genopdagelsen i 1924.

### Kammermusik
Bortset fra en ungdommelig fantasi for violin og klaver, komponerede Smetana kun fire kammerværker, men hver især havde de en dyb personlig betydning. Klavertrioen i g-mol fra 1855 blev komponeret efter hans datter Bedriskas død, dens stil er tæt på Robert Schumann, med antydninger af Liszt; tonen er generelt elegisk. Der gik 20 år, før han vendte tilbage til kammergenren med sin første strygekvartet. Dette værk i e-mol med undertitlen Fra mit liv havde selvbiografisk karakter og illustrerede komponistens ungdommelige begejstring for sin kunst, sine venskaber og kærlighed, og med en ændring i humør, frembruddet af hans døvhed repræsenteret ved et lang harmonisk E i den sidste sats over nogle ildevarslende strygertremoloer. Hans anden strygerkvartet i d-mol, skrevet i 1882-83 til trods for sin læges ordre til at afholde sig fra al musikalsk aktivitet, blev komponeret i korte brudstykker som "en hvirvel af musik af en person, der har mistet sin hørelse". Den repræsenterer Smetanas frustrationer i livet, men er ikke helt mørk og omfatter en lys polka. Det var en af hans sidste kompositioner; mellem de to kvartetter skrev han violin- og klaverduetten, Fra hjemlandet, en blanding af melankoli og lykke med stærke forbindelser til den tjekkiske folkemusik.

### Orkesterværker
Smetana var utilfreds med sit første store orkesterværk, D-dur-ouverturen fra 1848; han undersøgte passager fra Beethoven, Mendelssohn, Weber og Berlioz før han komponerede sin Triumfsymfoni i 1853. Selv om det er blevet afvist af Rosa Newmarch som "an epithalamium for a Habsburg Prince" (et bryllupsdigt til en habsburgsk prins), ser Smetana-biografisten Brian Large meget i det stykke, der skulle præge komponistens mere modne værker. På trods af hoffets afvisning af symfonien og den lunkne modtagelse ved premieren, var Smetana ikke til sinds at opgive arbejdet. Det blev godt modtaget i Göteborg i 1860, og en revideret version blev opført i Prag i 1882 – uden "triumf" i titlen – under ledelse af Adolf Čech. Stykket kaldes nu også Festsymfoni.
Smetanas besøg hos Liszt i Weimar i sommeren 1857, hvor han hørte dennes Faustsymfoni og Die Ideale, betød en væsentlig omlægning af Smetanas orkestermusik. Disse værker gav Smetana svar på mange kompositoriske problemer i relation til orkestermusikalsk struktur og bød sig til som et middel til at udtrykke litterære ideer som en syntese mellem musik og tekst frem for ved en simpel musikalsk illustration. Disse indsigter satte Smetana i stand til at skrive de tre symfoniske digte, Richard III, Wallensteins lejr og Hakon Jarl, værker der udviklede Smetana fra en salonkomponist til en moderne neoromantiker, der kunne håndtere store orkestre og de nyeste musikalske ideer.
Fra 1862 var Smetana stort set kun beskæftiget med opera, og bortset fra et par korte stykker vendte han ikke tilbage til ren orkestermusik, før han påbegyndte Má vlast i 1872. I sin introduktion til den samlede udgave af Smetanas værker anfører František Bartol Má vlast sammen med operaen Libuše som "direkte symboler på den nationale kamp". Má vlast er det første af Smetanas modne storværker; dets musikalske ideer er modigere end noget, Smetana havde prøvet før. For musikforskeren John Clapham repræsenterer cyklussen "et tværsnit af tjekkisk historie og legendefortælling og et indtryk af dens natur, og ... formidler Smetanas syn på nationens karakter og storhed levende for os". På trods af sin nationalistiske forankring har dette værk ifølge Newmarch udbredt Smetanas navn mere end noget han skrev, med undtagelse af ouverturen til Den solgte brud. Smetana dedikerede Má vlast til byen Prag, og efter den første opførelse i november 1882 blev det hyldet af den tjekkiske musikalske offentlighed som den sande tjekkiske nationalstil. Dens Vltava-sats ("Moldau") skildrer den flod, som løber gennem Prag til den flyder sammen med Elben; satsen er Smetanas mest kendte og mest internationalt populære orkesterkomposition.

### Opera
Før Smetana var der næsten ingen tjekkiske operakomponister, når der ses bort fra František Škroup, hvis værker sjældent opnåede mere end en eller to forestillinger på teatret. I sin iver efter at skabe en ny kanon og etablere en forbindelse til det folkelige og tjekkiske vendte Smetana sig til den populære dansemusik fra sin ungdom, navnlig polkaen, frem for at bruge traditionelle folkesange. Han trak på de eksisterende europæiske traditioner, især de slaviske og franske, men gjorde kun sparsom brug af arier, idet han foretrak at basere sit partitur på ensembler og kor.
Selv om han var tilhænger af Wagners reformer, som han mente ville være operaens redning, afviste Smetana beskyldninger om overdreven wagnerianisme og hævdede, at han gik tilstrækkeligt op i "smetanisme, for det er den eneste ærlige stil!" De fire første operaers overvejende "nationale" karakter opvejes af den lyriske romantik, man finder i de senere værker, især de sidste tre, der blev komponeret, efter at Smetana var blevet døv. Den første af disse, Kysset, som Smetana skrev, mens han modtog smertefuld medicinsk behandling beskrives af Newmarch som et værk af fredfyldt skønhed, hvor tårer og smil veksler gennem hele partituret. Smetanas librettist i forbindelse med denne opera var den unge feminist Eliska Krásnohorská, som også leverede teksten til hans to sidste operaer. Hun dominerede den skrantende komponist, som ikke fik nogen indflydelse på emnet, stemmetyperne eller balancen mellem soli, duetter og ensembler. Alligevel har nogle kritikere bemærket tegn på nedgang i disse værker, mens hans voksende fortrolighed med det tjekkiske sprog betød, at han bedre end i sine tidlige operaer kunne komponere til tekster på det sprog.
Smetanas otte operaer skabte fundamentet for det tjekkiske operarepertoire, men af disse er det kun Den solgte brud, der opføres regelmæssigt uden for komponistens hjemland. Efter at have nået Wien i 1892 og London i 1895 blev den hurtigt en del af repertoiret på alle større operahuse i verden. Newmarch hævder, at Den solgte brud, omend den ikke er en "perle af første klasse", alligevel er "en perfekt skåret og poleret sten af sin art". Dens karakteristiske ouverture, der, som Newmarch siger, "får os på benene med sin forfløjne livlighed", blev komponeret i en klaverversion før Smetana modtog udkastet til librettoen. Clapham mener, at dette kun har få fortilfælde i hele operaens historie. Smetana selv blev senere tilbøjelig til at nedvurdere sine resultater: "Den solgte brud var blot en leg, rystet ud af ærmet". Ifølge den tyske kritiker William Ritter nåede Smetanas kreative kræfter deres højdepunkt med hans tredje opera, Dalibor.

### Modtagelse
I hans eget hjemland gik det dog langsomt med at anerkende Smetana i den brede offentlighed. Som ung komponist og pianist var han velanskrevet i Prags musikalske kredse, og han var godkendt af Liszt, Proksch og andre, men offentlighedens manglende anerkendelse var en vigtig grund til hans selvpålagte eksil i Sverige. Efter sin hjemkomst blev han ikke taget særlig alvorligt og måtte arbejde hårdt for at få publikum til sine nye værker; på denne baggrund faldt hans bemærkning om at være en "profet uden ære", da Richard III og Wallensteins lejr spillede i Žofín for næsten tomme sale og fik en ligegyldig modtagelse i januar 1862.
Smetanas første bemærkelsesværdige succes var hans oprindelige opera, Brandenborgerne i Bøhmen, der gik over scenen i 1866, da han var 42 år gammel. Hans anden opera, Den solgte brud, overlevede den uheldige timing af premieren og blev en vedvarende succes. Hans tredje operas anderledes stil, Dalibor, var tættere på den, man finder i Wagners musikdrama, og blev ikke umiddelbart forstået af offentligheden, men fordømt af kritikere, der mente, at den tjekkiske opera burde tage udgangspunkt i folkemusikkens sange. Den forsvandt fra repertoiret efter kun få forestillinger. De rænkespil, som forfulgte Smetana i tiden som dirigent på teatret i Prag, begrænsede hans kreative evner indtil 1874, hvor han kunne hellige sig kompositionen.
Hans sidste årti var det mest frugtbare i hans karriere som komponist på trods af hans døvhed og et stedse dårligere helbred. Smetana fik først sent national anerkendelse. Af hans senere operaer er De to enker og Hemmeligheden blevet varmt modtaget, mens Kysset blev mødt med et "overvældende bifald". Den ceremonielle opera Libuše indbragte komponisten et bragende bifald; på dette tidspunkt, i 1881, havde tvistighederne omkring hans musik fortaget sig, og offentligheden var klar til at ære ham som grundlæggeren af tjekkisk musik. Men de første par forestillinger i oktober 1882 af en åbenbart dårligt indøvet Djævlemuren forløb kaotisk, og komponisten følte sig "vanæret og modløs". Denne skuffelse blev hurtigt dæmpet af den anerkendelse, som fulgte uropførelsen af den komplette Má vlast-cyklus i november: "Enhver kom på benene, og den samme storm af uendeligt bifald rejste sig efter hver af de seks dele ... I slutningen af Blaník [den sidste del] var publikum helt ude af sig selv, og folk kunne ikke få sig selv til at tage afsked med komponisten".

## Omdømme
Smetanas biografister beskriver ham som fysisk svag og uanselig af udseende, men i det mindste i sin ungdom oplevede han en joie-de-vivre, som kvinder åbenbart fandt attraktiv. Han var også lidenskabelig og viljestærk, fast besluttet på at gøre musikalsk karriere uanset de strabadser, det måtte medføre, og også selvom han måtte trodse det håb, hans far nærede om, at sønnen skulle blive brygger eller embedsmand. Gennem hele sin karriere stod han fast, og selv da hans Dalibor modtog streng kritik for wagnerianisme, reagerede han blot ved at skrive Libuše, der i end højere grad var baseret på Wagners musikdrama. Hans personlige liv var stresset, hans ægteskab med Bettina var kærlighedsløst og brød faktisk helt sammen i de år under sygdom og relativ fattigdom mod slutningen af hans liv. Man ved kun lidt om hans forhold til hans børn, selv om det forlyder, at Žofie den dag han blev indlagt "græd som om hendes hjerte skulle briste".
Der er bred enighed blandt de fleste kommentatorer om, at Smetana skabte en tjekkisk operakanon i et tomrum, og om at han udviklede en musikalsk stil i alle sine kompositioner, der udtrykte den frembrydende nationale ånd i Tjekkiet. En anden opfattelse findes dog hos musikforfatteren Michael Steen, som spørger, om "nationalistisk musik" egentlig findes i virkeligheden: "Vi bør anerkende, at, mens musikken er uendeligt udtryksfuld i sig selv, er den ikke god til at beskrive konkrete, jordiske genstande eller begreber". Han konkluderer, at meget afhænger af, hvilke forudsætninger lytterne bringer med sig, når de hører musikken.
Ifølge musikforskeren John Tyrrell har Smetanas tætte forbindelse med den tjekkiske nationalisme og de tragiske omstændigheder i hans sidste år haft en tendens til at påvirke vurderingen af hans værk, især i Tjekkiet. Tyrrell hævder, at Smetana næsten har fået ikon-status, og at han er blevet en så monumental figur, at ethvert forsøg på kritik af hans liv eller arbejde er blevet skræmt bort af de tjekkiske myndigheder, selv så sent som i sidste del af det 20. århundrede. Tyrrell hævder, at en følge heraf har været, at man har fremmet en opfattelse af tjekkisk musik, som bagatelliserer bidrag fra Smetanas samtidige og efterfølgere som Dvořák, Janáček, Josef Suk og andre mindre kendte figurer. Dette er dog i modstrid med opfattelsen ude i verden, hvor Dvořák spilles langt oftere og er meget mere kendt. Harold Schonberg bemærker, at "Smetana var den, der grundlagde tjekkisk musik, men Antonín Dvořák ... var den, der gjorde den populær".